# Toma teutónica de Dánzig
La ciudad de Gdańsk (germanizada como Danzig) fue capturada por el Estado de la Orden Teutónica el 13 de noviembre de 1308, lo que provocó una masacre de sus habitantes y marcó el inicio de las tensiones entre Polonia y la Orden Teutónica. En un principio, los caballeros teutones se instalaron en la fortaleza como aliados de Polonia contra el Margraviato de Brandeburgo. Sin embargo, tras surgir disputas por el control de la ciudad entre la Orden y el rey de Polonia, los caballeros teutones asesinaron a varios ciudadanos de la ciudad y la tomaron como propia. Por ello, el suceso también se conoce como masacre de Gdańsk o matanza de Gdańsk (rzeź Gdańska).Fue uno de los primeros actos de terror teutónico durante el cual muchas personas fueron asesinadas y una parte considerable de la ciudad quedó destruida.
Tras tomar el poder, la orden se apoderó de toda Pomerania Oriental y compró las supuestas reivindicaciones brandeburguesas sobre la región en el Tratado de Soldin (1309). El conflicto con Polonia se resolvió temporalmente en el Tratado de Kalisz (1343). La ciudad fue devuelta a Polonia en el Tratado de Thorn de 1466.

## Antecedentes
En el siglo XIII, el ducado de Pomerania estaba gobernado por miembros de la familia Samboride, que originariamente eran mayordomos de los reyes y duques de Piast. Los administradores ejercían su poder desde fortalezas fortificadas. La principal fortaleza de la zona se encontraba en el casco antiguo de Gdansk. La ciudad adyacente se desarrolló a partir de un mercado de comerciantes y el duque Świętopełk II le concedió los derechos de ciudad de Lübeck en 1224.

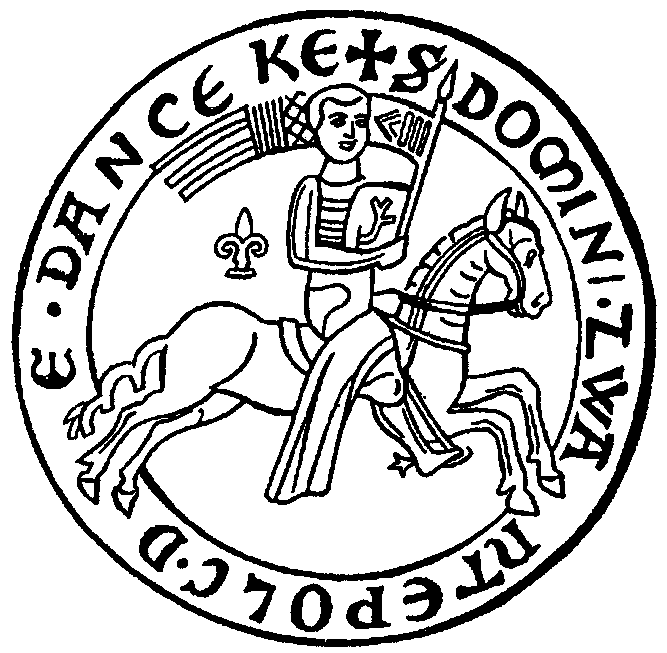
Suetopelia II, 1228

Bajo el reinado de Świętopełk II, Gdańsk se convirtió en un importante centro comercial de la cuenca del Vístula.
El Margraviato de Brandeburgo entró en escena después de que Mestwin II, hijo de Świętopełk II, concluyera con ellos el Tratado de Arnswalde para recibir ayuda contra su hermano, Wartislaw.Los margraves se apoderaron de la ciudad en 1270/1 de manos de Wartislaw, pero no se la entregaron a Mestwin hasta que este pudo forzar su salida tras aliarse con Boleslao el Piadoso duque de la Gran Polonia. Durante el dominio de Brandeburgo, estallaron conflictos entre las poblaciones eslava y alemana que costaron muchas vidas. En el Tratado de Kępno de 1282, Mestwin II prometió su ducado de Pomerania a su aliado Premislao II de Polonia, duque y más tarde rey de Polonia, que sucedió a Mestwin en el ducado tras la muerte de este en 1294. 
Los margraves de Brandeburgo también reclamaron la región y ordenaron asesinar a Przemysł a principios de 1296. Vladislao I de Polonia (Łokietek), sucesor de Przemysł, solo ejercía un control laxo sobre Pomerelia y Gdańsk, y el control real de la zona estaba en manos de la familia local Swienca, que ya había llegado al poder bajo Mestwin II. En 1301, un año después de que Wenceslao II de Bohemia fuera coronado rey de Polonia, los príncipes de Rügen, que también reclamaban ser los herederos de Pomerelia, organizaron una expedición. Wenceslao, que con la corona polaca había adquirido también la reivindicación de Pomerelia, pidió ayuda a la Orden Teutónica. Los caballeros teutónicos ocuparon Gdańsk, rechazaron a los príncipes de Rügen y abandonaron la ciudad en 1302. Aunque el rey noruego Haakon apoyaba las reivindicaciones de Rügen, su petición de ayuda a las ciudades hanseáticas en 1302 no obtuvo respuesta.
Wenceslao II murió en 1305 y fue sucedido por Wenceslao III, asesinado en 1306.
En un tratado del 8 de agosto de 1305, los margraves de Brandeburgo prometieron a Wenceslao III el territorio de Meissen (Miśnia) a cambio de Pomerelia, pero ese tratado nunca llegó a formalizarse. La Orden Teutónica había heredado Gniew (Mewe) de Sambor II, lo que le supuso un punto de apoyo en la orilla izquierda del Vístula.
Brandemburgo ocupó el oeste del ducado después de neutralizar a otro reclamante de la zona, el obispo de Cammin, quemando su sede. 

### Rebelión de 1308 y asedio de Brandeburgo
Mientras tanto, Vladislao I de Polonia había restablecido su poder en Polonia, pero estaba ocupado en el sur de su reino.  Nombró a Bogusza  como su gobernador pomerano en Gdansk.  En el verano de 1308, la familia local Swienca, aliada de Waldemar de Brandeburgo, incitó una rebelión, lo que dio lugar a una intervención brandeburguesa que derrocó a las fuerzas leales a Łokietek, quien más tarde se convertiría en rey de Polonia.   Bogusza y sus hombres se habían retirado al castillo junto a la ciudad y fueron asediados por los margraves. 
Bogusza, siguiendo el consejo del prior dominico Guillermo,  apeló a los Caballeros Teutónicos en Prusia en busca de ayuda. 

## Toma del poder teutónica
Los caballeros, bajo el liderazgo de Heinrich von Plotzke, acordaron ayudar a Bogusza, y en agosto una fuerza de 100 caballeros y 200 partidarios, dirigida por Günther von Schwarzburg, llegó al castillo.
Aunque los historiadores coinciden en que tanto el castillo como la ciudad adyacente estaban en manos de los Caballeros Teutónicos a finales de noviembre de 1308, el número de víctimas y el alcance de la destrucción son objeto de debate. Peter Oliver Loew escribe que durante mucho tiempo los historiadores alemanes aceptaron la versión de los hechos dada por los Caballeros Teutónicos y no aceptaron que se asesinara a un gran número de personas, situándose la cifra entre 60 y 100 víctimas. Błażej Śliwiński, basándose en varias fuentes, argumenta que el número de asesinados fue muy alto, aunque no 10. 000.Peter Oliver Loew está de acuerdo en que nunca podrán establecerse las cifras exactas, pero todos los datos disponibles confirman que la ciudad fue destruida durante la conquista. 

### Etnia de los habitantes de la ciudad
Según Raphael Lemkin, la población de la ciudad en aquella época era polaca.  Según Kazimierz Jaśinski, los caballeros capturaron la ciudad con la ayuda de algunos de los burgueses alemanes, que constituían una minoría muy pequeña dentro de la ciudad en ese momento.  James Minahan escribió que los habitantes de la ciudad, en su mayoría, eran casubios .  Según Peter Oliver Loew, en la ciudad vivían habitantes tanto alemanes como eslavos.  Según Stefan Maria Kuczyński, la población alemana sólo alcanzó la mayoría después de que la población polaca local fuera asesinada y los Caballeros Teutónicos construyeran un nuevo asentamiento. 

### Los Caballeros Teutónicos entran en la ciudad
Según Błażej Śliwiński, en el momento de los hechos Gdańsk y sus alrededores tenían entre 2000 y 3000 habitantes. Las fuerzas de la Orden llegaron en dos columnas: una reforzó la guarnición polaca en el castillo y la otra marchó contra la ciudad desde el sur y la asedió. En el castillo surgió un conflicto entre los caballeros teutones y los polacos, oponiéndose estos últimos a la toma de la ciudad por los primeros. Tras varios encuentros, las fuerzas polacas, superadas en número, abandonaron el castillo y algunos de ellos desertaron a favor de los habitantes rebeldes de la ciudad y de los brandeburgueses. La noche del 12 de noviembre de 1308, los Caballeros Teutónicos consiguieron entrar en la ciudad. Durante el combate que tuvo lugar en las calles, los Caballeros Teutónicos se impusieron a las fuerzas brandemburguesas, a los burgueses y a los caballeros pomeranos. Los caballeros vencedores mataron a muchos ciudadanos y caballeros opositores.En la mañana del día 13, los defensores estaban totalmente derrotados, los cadáveres yacían en las calles y se estaban llevando a cabo ejecuciones.
Según Halina Wątróbska, la mitad de la ciudad fue prometida a la Orden Teutónica a cambio de que ayudaran a los hombres de Bogusza. Entonces llegaron los Caballeros Teutónicos, derrotaron a los brandemburgueses e hicieron que los habitantes de la ciudad aceptaran a Vladislao I de Polonia como su soberano. Sin embargo, el 13 de noviembre «se apoderaron de toda la ciudad y mataron a todos los que desafiaban su voluntad». 
Según Udo Arnold, la disputa entre la guarnición del castillo y los caballeros teutones surgió cuando estos estaban a punto de marcharse. Aunque la disputa versaba sobre la coordinación de nuevas acciones y pagos pendientes, Arnold afirma que fue entonces cuando «la política de la orden cambió de prestar ayuda a anexionar Pomerania y comprar las reclamaciones legales existentes», a lo cual se opuso la población de Gdańsk. La Orden respondió a esto el 13 de noviembre  destruyendo de la mayor parte de la ciudad. 
Ulrich Nieß cuenta que, como consecuencia de la aparición de fuerzas de la Orden Teutónica en el castillo, los brandeburgueses se marcharon y, pronto, también abandonó el castillo la guarnición inicial pomerania y cuyava tras una disputa con los Caballeros Teutónicos. La ciudad, aunque seguía prefiriendo el dominio de Brandemburgo, ofreció asilo a la guarnición y, amparándose en su fuero de Lübeck, se negó a permitir la entrada de los Caballeros Teutónicos y a acatar la orden de derribar sus fortificaciones. El 13 de noviembre, las fuerzas de la Orden Teutónica, con la participación personal de Plotzke, entraron por la fuerza en la ciudad, aunque no se produjo ninguna batalla de mayor envergadura. La orden celebró entonces un tribunal en la ciudad y ordenó la demolición a gran escala de sus edificios.

### Registros de la masacre
Poco después de tomar el poder, el 19 de junio de 1310, los Caballeros Teutónicos se enfrentaron a acusaciones de haber cometido una masacre, que se recoge en una bula emitida por el papa Clemente V: «Me han llegado las últimas noticias de que oficiales y hermanos de la mencionada orden teutónica se han inmiscuido hostilmente en las tierras de nuestro amado hijo Wladislaw, duque de Cracovia y Sandomierz, y en la ciudad de Gdańsk han matado a espada a más de diez mil personas, infligiendo la muerte incluso a niños lloriqueantes en cunas.» Se desconoce la fuente de la acusación. La bula respectiva contenía otras acusaciones contra la Orden Teutónica, resultado de una disputa entre su rama livoniana y los ciudadanos, así como el arzobispo de Riga, Friedrich von Pernstein.Según Ulrich Nieß, von Pernstein fue probablemente la fuente de la acusación de los diez mil masacrados. La bula pedía una investigación de los cargos que fue iniciada por Francisco de Moliano en 1312.Durante la investigación, Moliano excomulgó a los Caballeros Teutónicos, pero esta decisión fue revocada en 1313. El pleito de Riga fue resuelto finalmente a favor de la Orden Teutónica por Juan XXII, sucesor de Clemente, tras una vista celebrada en Aviñón en 1319.
Bajo los reinados de Władysław Łokietek y su sucesor Casimiro III el Grande se presentaron otras dos demandas contra la Orden en la curia, ambas con el objetivo de recuperar Pomerelia. Las investigaciones se llevaron a cabo en Inowrocław y Brześć Kujawski en 1320/21 y en Varsovia en 1339. Los jueces fueron Domarat, obispo de Poznań; Janisław, arzobispo de Gniezno, y Nikolaus (Mikolaj), abad de Mogilno, en el primer caso, y Galhard de Chartres y Pierre de Gervais, en el segundo. Los informes de testigos y testigos presenciales recogidos durante estos procesos incluyen menciones de asesinatos durante la toma de Gdańsk, denominados, por ejemplo, strage magna o maxima (gran (est) asesinato/baño de sangre), mientras que la Orden Teutónica admitió el asesinato de entre 15 y 16 caballeros pomerelianos. Los testimonios de los pleitos y las respuestas de la Orden son las fuentes primarias utilizadas por los historiadores para reconstruir los hechos.
Las demandas no tuvieron ningún efecto práctico sobre la Orden, que ganó ambos casos por apelación. En el siglo XV, época de las guerras polaco-teutonas, el cronista medieval polaco Jan Długosz describió el suceso en prosa épica como una matanza de polacos, sin distinción de condición, edad o sexo. 
Las fuentes modernas están divididas en cuanto al alcance real de la masacre, aunque todas coinciden en que se produjeron asesinatos en masa. El historiador Matthew Kuefler afirma: «Los historiadores alemanes y polacos del siglo XX tendían a tener opiniones divergentes sobre la cuestión de si Pomerania realmente "pertenecía" a Polonia y sobre el grado de ferocidad de la conquista de la Orden Teutónica».La ciudad de Gdańsk afirma que «los Caballeros Teutónicos, tras capturar el castillo en 1308, masacraron a la población. Desde entonces, este suceso se conoce como la matanza de Gdańsk».
En muchas obras polacas, la toma se denomina «matanza de Gdańsk» (rzeź Gdańska). Norman Davies, en su extensa historia de Polonia, aunque no insiste en el número de 10 000 muertos, dice que los caballeros «expulsaron a Waldemar de la ciudad y masacraron tranquilamente a sus habitantes». 
Descripciones similares se encuentran también en algunos otros libros ingleses con secciones sobre la historia polaca.  Jerzy Lukowski afirma en A concise history of Poland que los caballeros masacraron «a los hombres de Vladislao I de Polonia».  Błażej Śliwiński dice que hubo una matanza que costó muchas vidas, aunque no 10 000, y que tales masacres eran comunes en la Europa medieval.También afirma que en la Edad Media el término «matanza» solía significar el asesinato de unas 1000 personas.
Según Peter Oliver Loew, la historiografía alemana más antigua confiaba más en las afirmaciones de los Caballeros y sostenía que una cifra de 10 000 habitantes era prácticamente imposible para una ciudad medieval. Se consideraba razonable una cifra de entre 60 y 100 habitantes. Esta opinión fue compartida por muchos historiadores polacos después de la Segunda Guerra Mundial; sin embargo, Błażej Śliwiński presentó numerosas pruebas de que lo que ocurrió fue realmente un «baño de sangre» con un número muy elevado de víctimas, aunque no tan alto como 10 000, y más probablemente alrededor de 1000. Loew añade que, a partir de las fuentes de las que disponen los historiadores, es imposible establecer el número definitivo de víctimas. William Urban afirma que se ha considerado que la cifra de 10 000 muertos es superior a la población de la ciudad en aquel momento.
Kazimierz Jasiński afirma que el número de asesinados «no fue inferior a sesenta ni superior a varios centenares», que las víctimas fueron asesinadas después de la toma del poder y no durante esta, y que, por tanto, la masacre se llevó a cabo contra individuos indefensos, tanto caballeros como burgueses, que habían depuesto las armas. Según Jasiński, los dieciséis muertos admitidos por la Orden eran, en realidad, solo los caballeros polacos más famosos entre las víctimas. Błażej Śliwiński (2008) estima que el número de muertos oscila entre cincuenta y sesenta caballeros, incluidos dieciséis de casas notables, y más de mil plebeyos entre la población de la ciudad, que él calcula entre dos mil y tres mil personas (incluidos los asentamientos de los alrededores). 
Gerard Labuda y Marian Biskup (1993) escriben que no se ha establecido el número de habitantes asesinados, pero que entre las víctimas de la masacre se encuentran al menos varias docenas de notables caballeros y miembros de la nobleza, así como un número significativo de plebeyos y simples soldados.  Biskup, en una publicación posterior de 1993, escribe que entre las víctimas se encontraban defensores del castillo y burgueses junto con miembros de sus familias, además de 100 caballeros asesinados.  Según Maksymilian Grzegorz (1997), los historiadores alemanes tienden a minimizar el número de víctimas asesinadas por los Caballeros Teutónicos, mientras que los historiadores polacos estiman el número entre un mínimo de 60 y varios cientos. 

### Destrucción de la ciudad
Los historiadores están divididos sobre si, tras la toma, los habitantes de la ciudad solo tuvieron que demoler las murallas o también parte de los edificios. Basándose en recientes hallazgos arqueológicos, Loew afirma que este conflicto está a punto de decantarse a favor de la tesis de la destrucción: «las marcas de quemaduras y las claras evidencias de la plantación del terreno a principios del siglo XIV prueban su destrucción en los años 1308/09 por parte de la Orden Teutónica». 
Según Ulrich Nieß, la destrucción de la ciudad formaba parte de la política de la orden de asegurar sus tierras frente a posibles rivales internos. Nieß afirma que la destrucción de las murallas de la ciudad estaba en consonancia con la política contemporánea de la Orden de no permitir tampoco que sus propios cimientos se fortificaran sustancialmente, y que la negativa de la ciudad a obedecer a la exigencia de la orden de derribar sus murallas condujo a la aplicación de una «política de dureza» sobre los habitantes de la ciudad, que tuvieron que evacuar sus casas, que posteriormente fueron incendiadas. Nieß afirma que el propio procurador de la orden había informado de estos procedimientos al Papa, alegando que los burgueses evacuaron y quemaron sus casas voluntariamente (lo que Nieß niega rotundamente). Nieß también señala que en la posterior toma de Tczew (Dirschau) por la orden, los habitantes de la ciudad también tuvieron que firmar un acuerdo para evacuar sus casas, aunque éste no se llevó a efecto. 
Según Loew, las pruebas arqueológicas sugieren que pasaron un par de años antes de que se construyeran nuevas calles y edificios sobre los escombros de las antiguas edificaciones, aunque probablemente hubo zonas de la ciudad que no se vieron afectadas. Loew también se refiere a los registros de los burgueses de Gdańsk que fijaron su residencia en Lübeck y afirma que es probable que la mayoría de los antiguos habitantes abandonaran Gdańsk en 1308. 

## Consecuencias

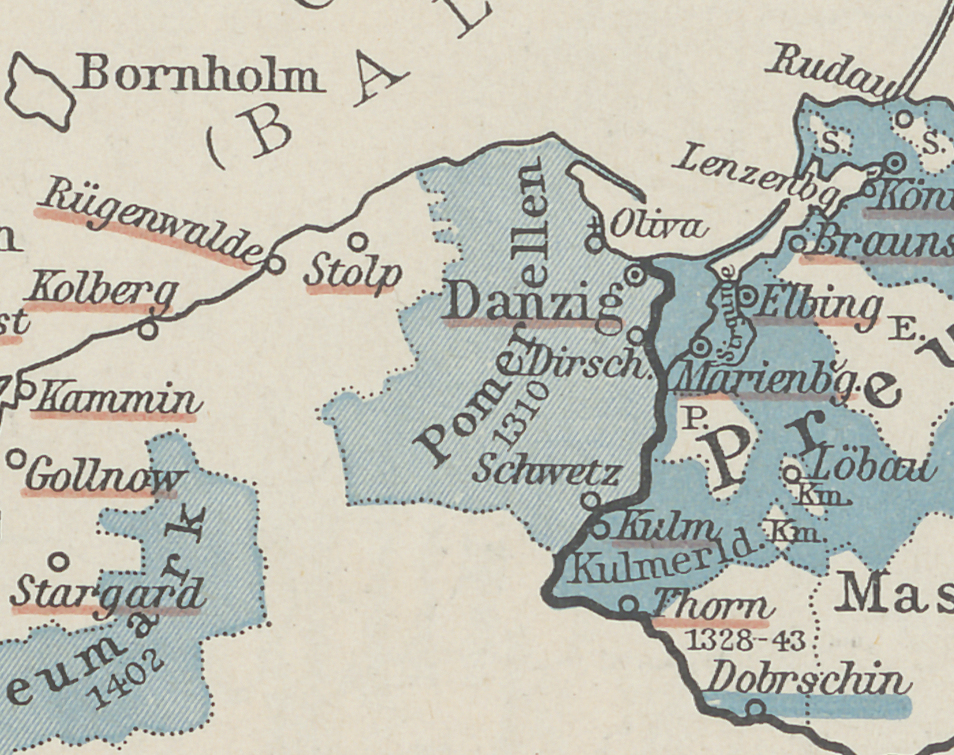
Pomerelia (Pommerellen) mientras formaba parte del estado monástico de los Caballeros Teutónicos.

Cuando los polacos se negaron a aceptar una compensación monetaria por la toma de la ciudad por parte de los Caballeros, la Orden conquistó otras ciudades como Świecie.La colonia local de comerciantes y artesanos fue atacada específicamente porque competían con la ciudad de los Caballeros de Elbing (Elbląg), una ciudad cercana. Los Caballeros también atacaron Tczew (Dirschau).
Los Caballeros capturaron entonces el resto de Pomerelia a las tropas de Brandeburgo. En septiembre de 1309, el margrave Waldemar de Brandeburgo-Stendal vendió su derecho sobre el territorio a la Orden Teutónica por 10.000 marcos en el Tratado de Soldin (actual Myślibórz), conectando así el Estado de la Orden Teutónica con el del Sacro Imperio Romano Germánico. Aunque para la Orden este puente terrestre con el Imperio supuso una importante mejora estratégica al conectar sus territorios bálticos con sus bailías (ballei) alemanas, fue al mismo tiempo una gran pérdida para Polonia, que se había convertido en un país sin salida al mar. 
Así, la toma de posesión desencadenó una serie de conflictos entre Polonia y la Orden Teutónica, que a su vez provocaron un conflicto dentro de la propia orden. Algunos hermanos destacados eran partidarios de ceder Pomerelia a cambio de buenas relaciones con Polonia, pero la mayoría de los caballeros se oponía, ya que pensaban que tal cesión conduciría finalmente a la expulsión total de los caballeros de su estado. Estos desacuerdos provocaron la abdicación del gran maestre Carlos de Tréveris en 1318 y el asesinato del gran maestre sucesor, Werner de Orseln, en 1330.La posesión de Gdańsk y Pomerelia por la Orden Teutónica fue cuestionada constantemente por los reyes polacos Władysław I y Casimiro el Grande en sendos pleitos ante el tribunal papal en 1320 y 1333.En ambas ocasiones, así como en 1339, el papa ordenó a los Caballeros Teutónicos que devolvieran Pomerelia y otras tierras a Polonia, pero no lo cumplieron. Como resultado, a finales de la década de 1330 estalló una guerra.
La paz se estableció en el Tratado de Kalisz en 1343 ; aunque los reyes polacos pudieron conservar el título de "Duque de Pomerania" y fueron reconocidos como señores titulares de los cruzados, los Caballeros conservaron el control de Gdansk.  - esta vez, con el permiso de la corte papal.
El desarrollo de la ciudad se estancó tras su captura por parte de la Orden Teutónica. Al principio, los nuevos gobernantes intentaron reducir la importancia económica de Gdańsk, para lo cual abolieron el gobierno local y los privilegios de los comerciantes. Un ejemplo de ello fue la destitución y decapitación del consejo de la ciudad en 1411, entre los que se encontraban Arnold Hecht y Conrad Letzkau. Más tarde, los caballeros se vieron obligados a aceptar que la ciudad defendiera su independencia y se convirtiera en el mayor y más importante puerto marítimo de la región tras superar a Elbing. Posteriormente floreció, beneficiándose de grandes inversiones y de la prosperidad económica del Estado monástico y de Polonia, que estimularon el comercio a lo largo del Vístula. En 1361, la ciudad se había convertido en miembro de pleno derecho de la Liga Hanseática, pero sus comerciantes seguían resentidos por las barreras al comercio con Polonia a lo largo del Vístula y por la falta de derechos políticos. Como resultado, la ciudad se convirtió en cofundadora de la Confederación Prusiana, que solicitó formalmente a Casimiro IV Jagellón la incorporación de Prusia, incluida Gdansk, al Reino de Polonia en 1454.

### Un legado duradero

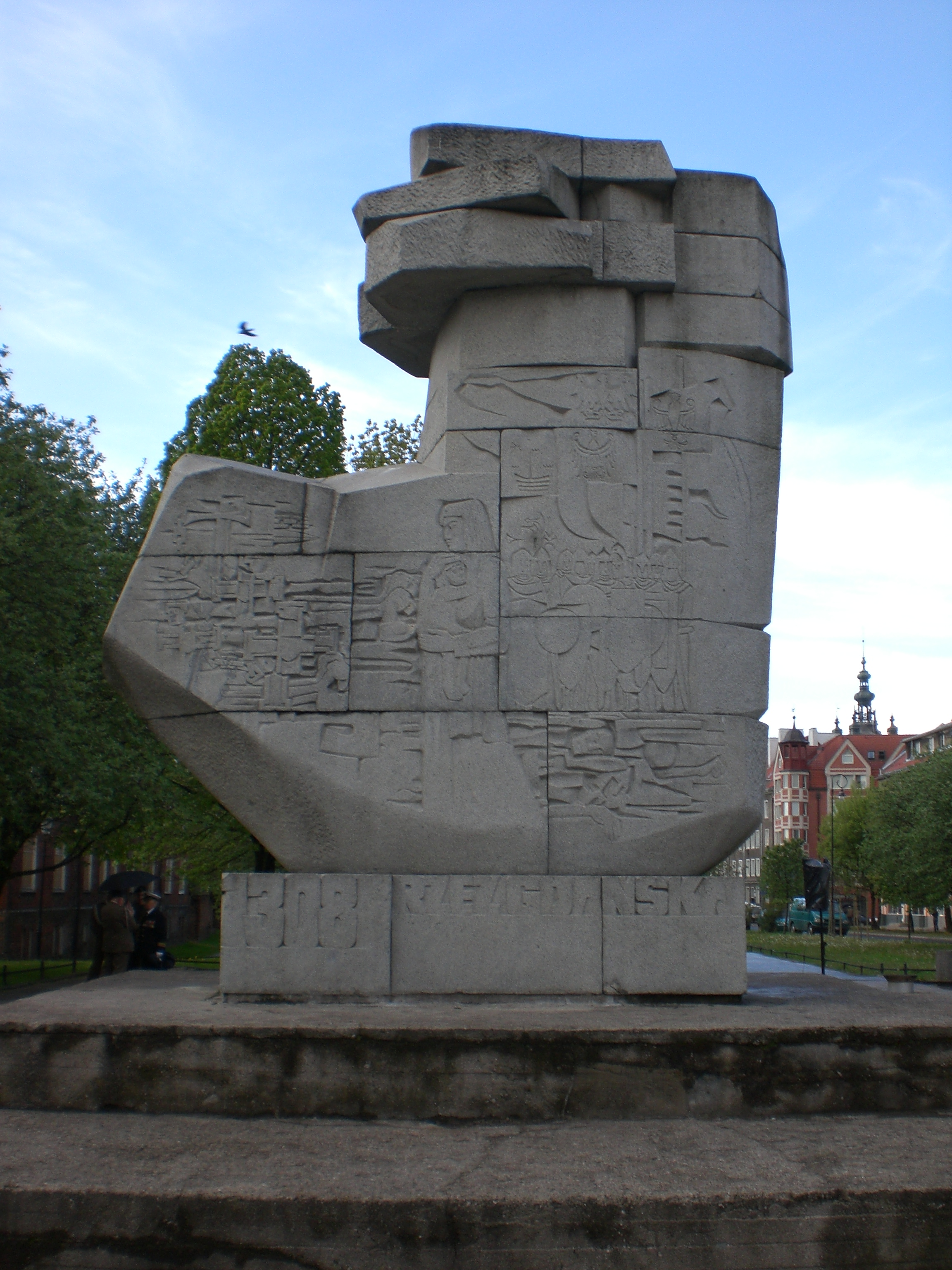
Monumento en Gdansk

Cuando la zona fue disputada entre la Alemania de Weimar y la Segunda República Polaca, los polacos recordaron la masacre y citaban la cifra de 10.000 asesinados.  Después de que la Alemania nazi se anexionara la Ciudad Libre de Danzig durante la Segunda Guerra Mundial, el gobierno polaco en el exilio dijo en comunicados que los caballeros habían "masacrado diez mil almas", retrató a los alemanes contemporáneos en la tradición de estos hechos y vinculó estos sucesos con el nacionalsocialismo.  
En 1969, las autoridades municipales polacas inauguraron un monumento conmemorativo de la masacre de la población de Gdańsk en 1308. Su objetivo declarado era establecer una analogía entre los sucesos de 1308 y los crímenes cometidos por los alemanes durante la Segunda Guerra Mundial. En el monumento, llamado Tym co za Polskość Gdańska («Para los que lucharon/cayeron/se levantaron por la polonidad de Gdansk»), se mencionan las fechas 1308, 1454, 1466 y 1939, relacionando los sucesos de 1308 con la Guerra de los Trece Años y la Segunda Guerra Mundial. 